# James Noel Tetley
James Noel Tetley, britanski general, * 1898, † 1971.